# Mémorial Juan Manuel Santisteban
Le Mémorial Juan Manuel Santisteban est une course cycliste espagnole disputée[Depuis quand ?] au mois d'août autour de Colindres, en Cantabrie. Elle rend hommage à l'ancien cycliste professionnel Juan Manuel Santisteban, mort en course à seulement 31 ans. 
Cette épreuve est organisée par le Club Ciclista Colindres.

## Palmarès depuis 2002
| Année     | Vainqueur                 | Deuxième                 | Troisième                  |
| --------- | ------------------------- | ------------------------ | -------------------------- |
| 2002      | Andrei Korovine           |                          |                            |
| 2003-2004 | ?                         | ?                        | ?                          |
| 2005      | Óscar García-Casarrubios  | Eladio Sánchez           | Juan Francisco Mourón (es) |
| 2006      | Unai Elorriaga            | Aitor Motriko            | Hernán Ponce               |
| 2007      | Pedro Merino              | Ismael Esteban           | Alberto Fernández Sainz    |
| 2008      | Alberto Ibáñez            | Marcos Miguel            | Felipe Santamaría          |
| 2009      | David Gutiérrez Gutiérrez | Carlos Oyarzún           | Jozef van Haren            |
| 2010      | Carlos Oyarzún            | Mohamed Méndez           | Yelko Gómez                |
| 2011      | Jesús Ezquerra            | David Gutiérrez Palacios | Mario Gutiérrez            |
| 2012      | Mario González            | Arkaitz Durán            | Jon de la Peña             |
| 2013      | David Francisco           | Unai Elorriaga           | Kepa Vallejo               |
| 2014      | Israel Nuño               | Mikel Hernández          | José Manuel Gutiérrez      |
| 2015      | Marcos Jurado             | Álvaro Trueba            | Aser Estévez               |
| 2016      | David Civera              | Antonio Jesús Soto       | Alexander Unzueta          |
| 2017      | José Antonio García       | Aliaksandr Piasetski     | Ángel Gutiérrez Sanz       |
| 2018      | David González            | Antonio Angulo           | Jefferson Cepeda           |
| 2019      | Kevin Suárez              | Iván Cobo                | Jorge Martín Montenegro    |
| 2020      | Thomas Armstrong          | Xabier Mikel Azparren    | Jokin Murguialday          |
| 2021      | Iván Cobo                 | Mikel Retegi             | Pau Miquel                 |
| 2022,     | Andrew Vollmer            | Xabier Berasategi        | Fergus Robinson            |
| 2023      | José Autrán               | Unai Esparza             | Unai Zubeldia              |